# Ревенко, Владимир Каленикович
Владимир Каленикович Ревенко (14 марта 1910 года, Киев, Российская империя — после 1955 года, СССР) — советский военачальник, полковник (1943).

## Биография
Родился 14 марта 1910 года в Киеве. Украинец.

### Военная служба

#### Межвоенные годы
10 октября 1927 года добровольно поступил в Харьковскую школу червонных старшин им. ВУЦИК. 15 мая 1930 года окончил ее и был направлен командиром взвода в 45-й стрелковый Краснознаменный полк 15-й Сивашской стрелковой дивизии в городе Херсон. В ноябре 1932 года переведен помощником командира учебной роты в 56-й отдельный пулеметный батальон УНР-99 в городе Мирополь Житомирской области. С февраля 1935 года там же исполнял должность начальника хозяйственного довольствия, затем начальника продовольственного снабжения 93-го пулеметного батальона. В ноябре назначен начальником обозно-вещевого снабжения 135-го стрелкового полка 45-й стрелковой дивизии КВО. 13 июля 1938 года уволен в запас по ст. 43, п. «б». 22 декабря 1938 года восстановлен в кадрах РККА и в январе назначен начальником обозно-вещевого снабжения 314-го стрелкового полка 46-й стрелковой дивизии КОВО в городе Коростень. С марта 1940 года в том же полку проходил службу в должности заместителя начальника штаба по тылу, с июня назначен начальником школы младшего комсостава, с декабря — старшим адъютантом батальона.

#### Великая Отечественная война
В начале Великой Отечественной войны полк, будучи в составе 46-й стрелковой дивизии 32-го стрелкового корпуса 16-й армии резерва Ставки ГК, находился под Смоленском. В ходе Смоленского сражения 16 июля 1941 года капитан Ревенко был ранен и эвакуирован в военный госпиталь. После излечения назначен командиром 85-го отдельного местного стрелкового батальона МВО. С февраля 1942 года исполнял должность заместителя начальника штаба по тылу 4-й отдельной стрелковой бригады Западного фронта. В апреле переведен командиром 69-го стрелкового полка 97-й стрелковой дивизии, которая в составе 16-й армии занимала оборону по северному берегу реки Жиздра. С середины июля дивизия находилась в обороне на рубеже Буда-
Монастырская, по рекам Драгошань и Жиздра. С декабря 1942 года подполковник Ревенко — зам. командира 97-й стрелковой дивизии.
С 16 января 1943 года он переведен на ту же должность в 11-ю гвардейскую стрелковую дивизию, которая занимала оборону на рубеже Воробьево, Тростянка, Ожигово. В период 10-12 февраля дивизия была передислоцирована в район севернее Жиздры и с 22 февраля вела наступательные бои в направлении Жиздры. За 8 дней боев ее части прорвали оборону противника и углубились на 10-12 км. Однако развить успех не смогли и вынуждены были перейти к обороне на рубеже реки Ясенок. В июле дивизия в составе 11-й гвардейской армии Западного, а с 30 июля — Брянского фронтов участвовала в Орловской наступательной операции. Ее части наступали в направлении Старица, Крапивна, Клен, Михайловка, Жудре, Самороково, имея задачу перерезать ж. д. Орел — Карачев.
23 августа 1943 года полковник Ревенко был переведен на должность зам. командира 31-й гвардейской стрелковой дивизии и участвовал с ней в Брянской наступательной операции. В октябре — ноябре дивизия передислоцирована на 2-й Прибалтийский фронт, а с 18 ноября вела боевые действия на 1-м Прибалтийском фронте, участвовала в Городокской наступательной операции, в боях на витебском направлении. В конце апреля 1944 года она была выведена в резерв Ставки ВГК, а в конце мая переброшена на 3-й Белорусский фронт.
С 25 мая 1944 года — зам. командира 18-й гвардейской стрелковой Краснознаменной дивизии. В июне — июле части дивизии участвовали в Витебско-Оршанской, Минской, Вильнюсской и Каунасской наступательных операциях. В ходе последней 30 июля 1944 года в бою в районе города Калвария Ревенко вступил в командование дивизией вместо погибшего полковника С. М. Даниеляна. С 5 сентября в связи с болезнью находился на лечении в госпитале, а в ноябре вернулся на должность зам. командира 18-й гвардейской стрелковой Краснознаменной дивизии. Ее части в это время вели наступление на подступах к Восточной Пруссии, а с января 1945 года успешно действовали в Восточно-Прусской, Инстербургско-Кенигсбергской наступательных операциях. За взятие города Инстербург дивизии было присвоено почетное наименование «Инстербургская». Продолжая наступление, она вышла к заливу Фришес-Гаф, южнее Кенигсберга, и 30 января овладела городом Бранденбург. С 6 апреля дивизия успешно действовала в Кенигсбергской и Земландской наступательных операциях. За образцовое выполнение заданий командования в боях при овладении городом и крепостью Кенигсберг она была награждена орденом Суворова 2-й ст. (17.5.1945).

#### Послевоенное время
После войны Ревенко продолжал служить в прежней должности. В декабре 1945 года назначен зам. командира 84-й гвардейской стрелковой Карачевской Краснознаменной ордена Суворова дивизии 36-го стрелкового корпуса Особого военного округа (Кенигсберг). С марта 1946 года по январь 1947 года находился на курсах усовершенствования командиров стрелковых дивизий при Военной академии им. М. В. Фрунзе, по окончании которых зачислен в распоряжение Управления внешних сношений Генштаба ВС СССР. С апреля 1947 года находился в правительственной командировке в Югославии, исполняя должность военного советника по боевой подготовке при штабе 3-й армии Югославской армии. После возвращения в СССР с мая 1948 года Ревенко — зам. командира 14-й отдельной стрелковой Мелитопольской Краснознаменной бригады 10-го стрелкового корпуса УрВО. С декабря 1949 года — зам. командира 36-й отдельной стрелковой Мелитопольской Краснознаменной ордена Суворова бригады. С сентября 1951 года — военный советник командира 10-й пехотной дивизии 1-й армии Болгарской народной армии. 19 апреля 1955 года гвардии полковник Ревенко уволен в запас.

## Награды
- орден Ленина (21.08.1953)[3]
- пять орденов Красного Знамени (12.02.1943[4], 31.10.1943[5], 20.04.1945[6], 11.06.1945[7], 24.06.1948[3])
- орден Красной Звезды (03.11.1944)[3]
  - медали в том числе:
  - «За оборону Москвы» (1944)
  - «За победу над Германией в Великой Отечественной войне 1941—1945 гг.» (1945)
  - «За взятие Кёнигсберга» (1945)